# Jaz Sinclair
Pour les articles homonymes, voir Sinclair.
Jaz Sinclair (née Jasmine Sinclair Sabino, le 22 juillet 1994) est une actrice américaine et Irlando-suédoise.
Elle débute au cinéma par la comédie romantique La Face cachée de Margo (2015) et se fait remarquer dans le thriller When the Bough Breaks (2016). Puis, elle se fait connaître du grand public, lorsqu'elle rejoint la distribution principale de la série télévisée fantastique Les Nouvelles Aventures de Sabrina (2018-2020).

## Biographie

### Enfance et formation
Jaz Sinclair est née et a grandi au Texas. Enfant, elle participe à de nombreuses compétitions de pom-pom girls et de gymnastique. Passionnée de théâtre pendant ses études secondaires, elle est demi finaliste au titre du Presidential Scholars Program (en).
Après l'obtention de son diplôme, elle met de l'argent de côté en travaillant comme serveuse, puis elle déménage à Los Angeles, avec toutes ses affaires dans le coffre de sa voiture, sans savoir où vivre. Elle enchaîne alors plusieurs petits boulots tout en continuant d'apprendre le métier d'actrice.

### Carrière
Entre 2009 et 2013, elle commence sa carrière en participant à trois courts métrages. Boursière de la YoungArts (en),,, elle prend part à la mini-série documentaire MasterClass, diffusée sur le réseau HBO.
En 2014, elle décroche un rôle, pour un épisode, dans la série télévisée de science-fiction, Revolution, notamment produite par le célèbre J. J. Abrams. Cette-même année, elle intègre pour un arc de trois épisodes, la série policière Rizzoli and Isles.
2015 signe sa première intervention au cinéma, elle décroche un second rôle dans La Face cachée de Margo. Adaptation cinématographique du roman pour jeunes adultes Paper Towns de John Green, avec en tête d'affiche, Cara Delevingne. Le film séduit la critique et rencontre un joli succès public.
En 2016, elle décroche son premier rôle important pour le thriller When the Bough Breaks aux côtés de Regina Hall et Morris Chestnut. Le film divise la critique mais rencontre un réel succès au box office, il est rentabilisé dès son premier weekend d'exploitation. La même année, elle apparaît dans un épisode de la série Easy, diffusée sur la plateforme Netflix et joue dans le court métrage Think Fast.
En 2017, elle joue dans deux épisodes de la dernière saison de la série fantastique Vampire Diaries et obtient un second rôle, dans la comédie Fun Mom Dinner, avec Toni Collette et Adam Levine, présentée au festival du film de Sundance.
En 2018, elle fait partie de la distribution du film d'horreur de Sylvain White, pour le premier long métrage à mettre en scène le mythe du personnage de fiction, Slender Man. Le film est un échec critique cinglant mais en dépit de cette mauvaise réception, la production est largement rentabilisée au box-office.
La même année, elle connaît le succès lorsqu'elle rejoint la distribution principale de la série télévisée fantastique Les Nouvelles Aventures de Sabrina. Il s'agit d'un reboot de Sabrina, l'apprentie sorcière, dans laquelle Sinclair interprète Rosalind Walker, la camarade de jeu de l'héroïne,. La série est diffusée sur la plateforme Netflix par tranche de dix épisodes par saisons.

### Vie privée
En janvier 2020, elle confirme être en couple avec l'acteur Ross Lynch, rencontrés sur le tournage de la série Les Nouvelles Aventures de Sabrina,.

## Filmographie

### Cinéma

#### Courts métrages
- 2009 : Into Dust de Amy Quick Parrish : Snotty Girl
- 2011 : A Race Against Time : The Sharla Butler Story de Maurice Durham : Sharla
- 2013 : Ordained de Orlee-Rose Strauss : NYC Pedestrian

- 2016 : Think Fast de Bridget Stokes: Jayme Mac
- 2019 : Wingmen de Nicole Emanuele : Marie

#### Longs métrages
- 2015 : La Face cachée de Margo de Jake Schreier : Angela
- 2016 : When the Bough Breaks de Jon Cassar : Anna Walsh
- 2017 : Fun Mom Dinner de Alethea Jones : Olivia
- 2018 : Slender Man de Sylvain White : Chloé
- 2022 : Please Baby Please d’Amanda Kramer : Joanne

### Télévision
- 2014 : Revolution : Kim Carson (saison 2, épisode 16)
- 2014 - 2015 : Rizzoli & Isles: Autopsie d'un meurtre : Tasha Williams (saison 5, épisodes 8,9 et 18)
- 2016 / 2017 et 2019 : Easy : Amber (saison 1, épisode 2 / saison 2, épisode 7 et saison 3, épisode 3)
- 2017 : Vampire Diaries : Beatrice Benett (saison 8, épisodes 12 et 18)
- 2018 - 2020 : Les Nouvelles Aventures de Sabrina : Rosalind « Roz » Walker (rôle principal - en production)
- 2023 : Gen V : Marie Moreau